# John R. Schmidhauser
John Richard Schmidhauser, född 3 januari 1922 i Bronx, New York, död 21 februari 2018 i Santa Barbara, Kalifornien, var en amerikansk politiker (demokrat). Han var ledamot av USA:s representanthus 1965–1967.
Schmidhauser besegrade republikanen Fred Schwengel i kongressvalet 1964 men besegrades sedan av Schwengel både 1966 och 1968.